# Santa Cruz Warriors 2012-2013
La stagione 2012-13 dei Santa Cruz Warriors fu la 7ª nella NBA D-League per la franchigia.
I Santa Cruz Warriors arrivarono secondi nella West Division con un record di 32-18. Nei play-off vinsero i quarti di finale con i Fort Wayne Mad Ants (2-0), le semifinali con gli Austin Toros (2-0), perdendo poi la finale con i Rio Grande Valley Vipers (2-0).

## Roster
| N° | Naz.                   | Ruolo | Sportivo         | Anno | Alt. | Peso |
| -- | ---------------------- | ----- | ---------------- | ---- | ---- | ---- |
| 7  | Stati Uniti (bandiera) | G     | Justin Johnson   | 1988 | 188  | 79   |
| 7  | Stati Uniti (bandiera) | G     | Scott Machado    | 1990 | 185  | 93   |
| 9  | Stati Uniti (bandiera) | G     | Cameron Jones    | 1989 | 193  | 84   |
| 12 | Stati Uniti (bandiera) | A     | Taylor Griffin   | 1986 | 203  | 105  |
| 13 | Stati Uniti (bandiera) | G     | Stefhon Hannah   | 1985 | 185  | 79   |
| 14 | Stati Uniti (bandiera) | G     | Dan Nwaelele     | 1984 | 193  | 93   |
| 15 | Stati Uniti (bandiera) | G     | Travis Leslie    | 1990 | 193  | 93   |
| 18 | Stati Uniti (bandiera) | GA    | Darington Hobson | 1987 | 201  | 95   |
| 21 | Stati Uniti (bandiera) | G     | Kent Bazemore    | 1989 | 196  | 91   |
| 22 | Stati Uniti (bandiera) | G     | Carlon Brown     | 1989 | 196  | 98   |
| 22 | Stati Uniti (bandiera) | A     | Malcolm Thomas   | 1984 | 206  | 102  |
| 22 | Porto Rico (bandiera)  | GA    | Edwin Ubiles     | 1986 | 198  | 93   |
| 23 | Stati Uniti (bandiera) | G     | Maurice Baker    | 1979 | 185  | 79   |
| 24 | Stati Uniti (bandiera) | A     | Lance Goulbourne | 1989 | 203  | 104  |
| 32 | Stati Uniti (bandiera) | C     | Mickell Gladness | 1986 | 211  | 104  |
| 33 | Stati Uniti (bandiera) | AC    | Jeremy Tyler     | 1991 | 208  | 118  |
| 34 | Stati Uniti (bandiera) | AC    | Hilton Armstrong | 1984 | 211  | 107  |
| 34 | Stati Uniti (bandiera) | AC    | Chris Johnson    | 1985 | 211  | 95   |
| 42 | Stati Uniti (bandiera) | C     | Chris Daniels    | 1984 | 213  | 120  |

## Staff tecnico
- Allenatore: Nate Bjorkgren
- Vice-allenatori: Casey Hill, Vitalij Potapenko
- Preparatore atletico: Michael Douglas